# Mittelmeer-Muräne

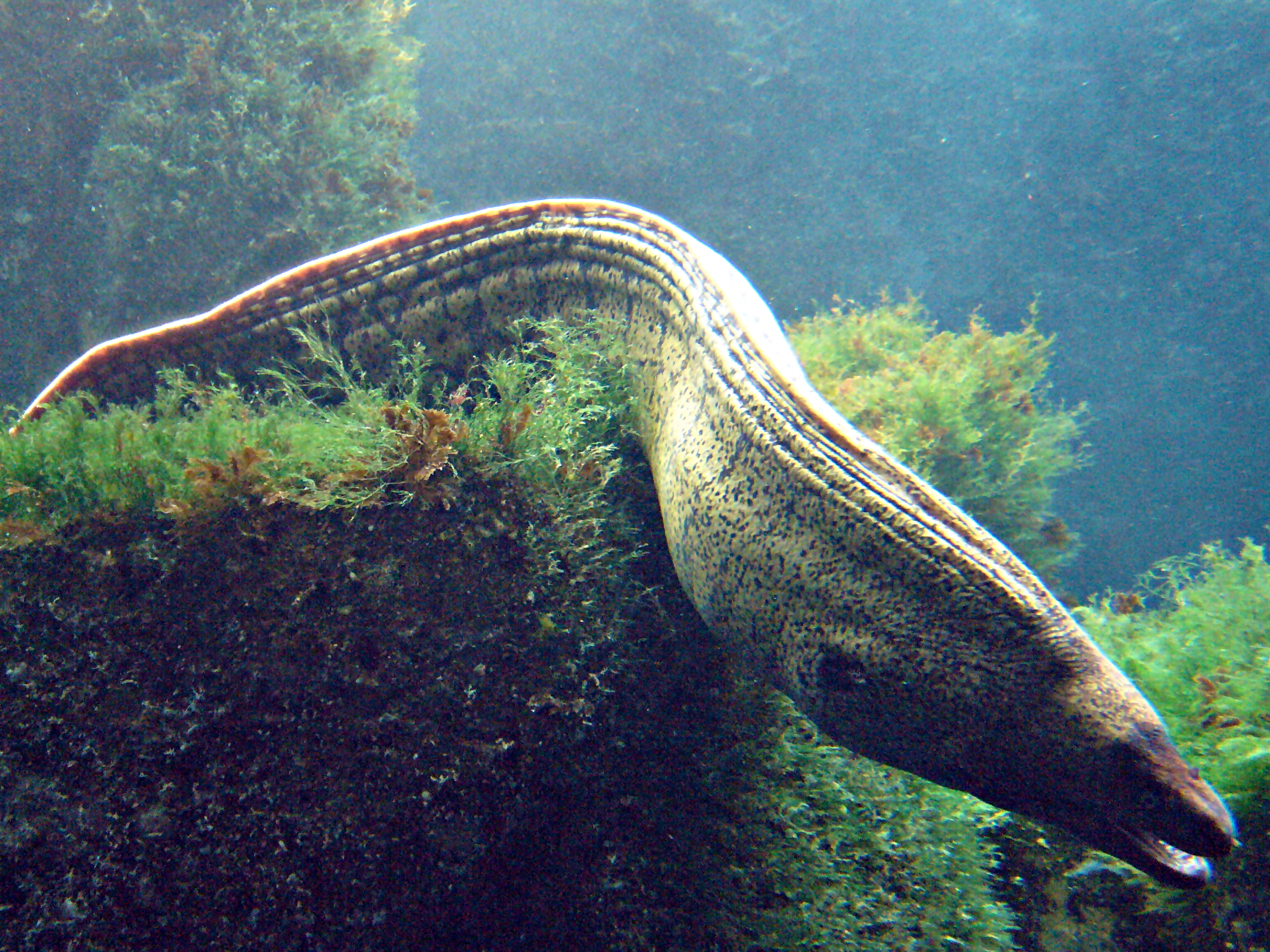
Mittelmeer-Muräne beim Schwimmen

Die Mittelmeer-Muräne (Muraena helena) ist ein versteckt lebender, nachtaktiver Räuber aus der Familie der Muränen (Muraenidae). Der schwedische Naturforscher Carl von Linné beschrieb Muraena helena erstmals im Jahre 1758.

## Merkmale

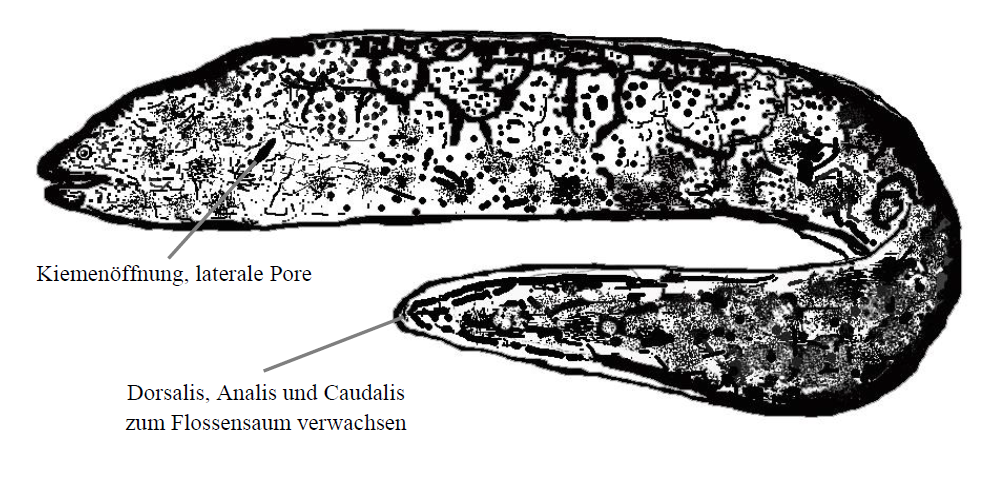
Schematische Zeichnung von Muraena helena (A. Beuttner, verändert nach Bauchot (1987) kein Anspruch auf Vollständigkeit).

Der Körper der Mittelmeer-Muräne ist länglich, seitlich abgeflacht und anterior komprimiert, was der Muräne ein schlangenartiges Aussehen verleiht. Ihr Kopf ist kurz, massiv und im dorsalen Profil erscheint er konvex. Muraena helena besitzt zwei Nasenlöcherpaare, welche hintereinander liegen und röhrenförmig sind. Die vorderen und hinteren Nasenlöcher sind durch Kanäle verbunden, in welchen Sinneszellen eingelagert sind, die den Tieren erlauben, Geruchsstoffe in höchst geringen Konzentrationen wahrzunehmen. Dies verleiht M. helena einen äußerst guten Geruchssinn. Ober- und Unterkiefer der Mittelmeer-Muräne sind gleich lang. Sie sind besetzt von langen, spitzen und konischen (kegelförmigen) Zähnen. Die Kiemenöffnungen sind verengt und beschränken sich auf kleine, seitliche Öffnungen. Der Anus liegt leicht vor dem Mittelpunkt des Körpers. Die Mittelmeer-Muräne besitzt zwischen 139 und 143 Wirbel. Die Rückenflosse (Dorsalis), die Analflosse (Analis) und die Schwanzflosse (Caudalis) sind zu einem umlaufenden Flossensaum verbunden, wobei die Dorsalis etwas vor den Kiemenöffnungen beginnt. Die Brustflossen (Pectoralia), sowie die Bauchflossen (Ventralia) fehlen vollständig. Muraena helena besitzt eine schuppenlose, ledrige und schleimig-glatte Haut. Das Seitenlinienorgan, mit welchem die Tiere Bewegungen wahrnehmen können, ist auf den Kopf konzentriert.
Die Färbung der Mittelmeer-Muräne ist sehr variabel und kann sich zwischen den einzelnen Individuen beträchtlich unterscheiden. Die Grundfarbe ist schokoladenbraun, mehr oder weniger dunkel, mit regelmäßigen schwarzen, gelben, cremefarbenen oder weißen Flecken. Die Kiemenöffnungen und die Mundwinkel sind schwarzrandig.
Die größte gefangene Mittelmeer-Muräne war 150 cm groß, jedoch erreicht Muraena helena normalerweise nur eine Länge von etwa 80–130 cm. Das schwerste je gefangene Tier wog 6,5 Kilogramm und das älteste je gefangene Tier hatte ein Alter von 38 Jahren. Normalerweise werden die Tiere etwa 12–15 Jahre alt. Um das Alter der Tiere zu bestimmen, können die Ohrsteine (Otolithen) herauspräpariert werden.

## Verbreitung und Lebensraum

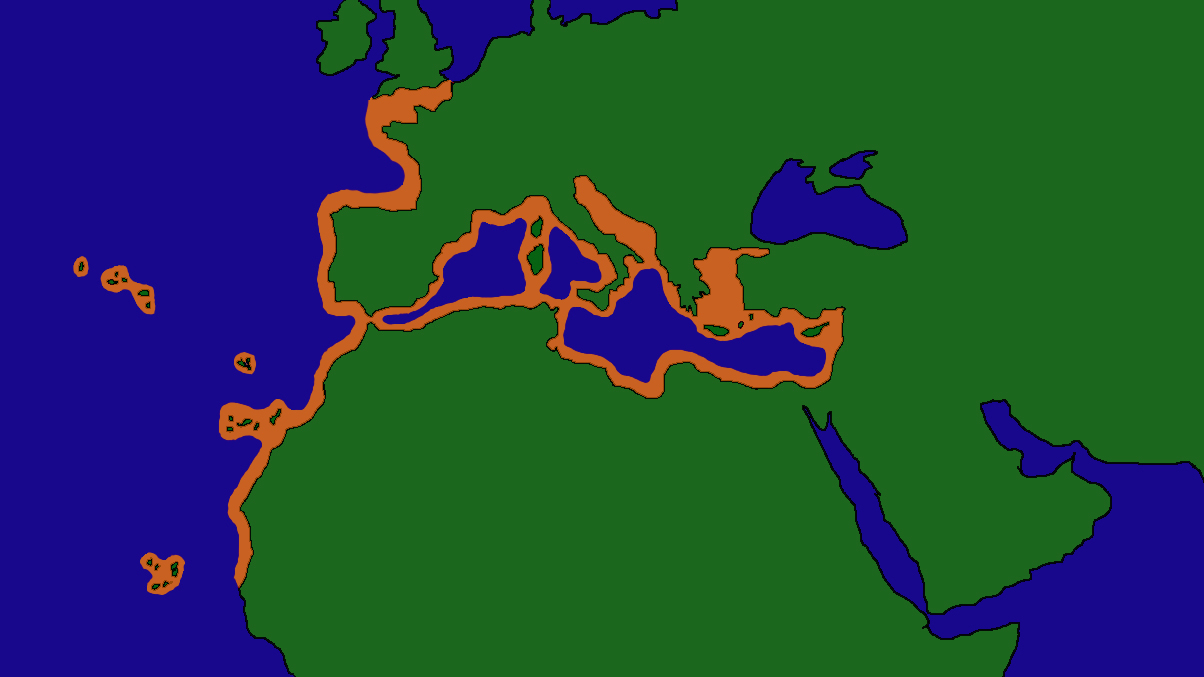
Verbreitung von Muraena helena orange hinterlegt (Abbildung: A. Beuttner, verändert nach IUCN, 2017). Die Mittelmeer-Muräne hält sich vor allem in der Küstenregion auf.

Muraena helena ist im gesamten Mittelmeer, sowie im Ostatlantik von den Britischen Inseln bis zur Straße von Gibraltar verbreitet. Ihr Verbreitungsgebiet zieht sich weiterhin entlang der Küste von Marokko bis zum Golf von Guinea und umfasst außerdem die Kanaren, die Azoren, die Kapverdischen Inseln und Madeira.
Der Lebensraum der Mittelmeer-Muräne besteht vor allem aus felsigen Küsten mit vielen Spalten, Höhlen, Löchern und durch Überhänge oder Algen geschützte Stellen, welche ihr als Versteck dienen. Sie kommt im Flachwasser von wenigen Metern Tiefe bis zu einer Tiefe von 100–300 m vor. Nach Matic-Skoko et al. (2011) soll Muraena helena in noch tiefere Gewässer von unter 600 m vordringen, um dort zur Sommerzeit abzulaichen.

## Verhalten

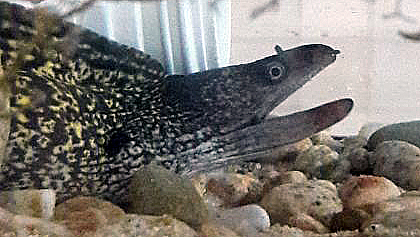
Eine Mittelmeer-Muräne zeigt ihr offenes Maul. Dieses Verhalten wird oft fälschlicherweise als Drohgebärde der Muräne gedeutet. In Wirklichkeit öffnet die Muräne ihr Maul, um eine ausreichende Atmung zu gewährleisten. Auf der rechten Körperseite sieht man eine Kiemenöffnung, welche zu einer kleinen lateralen Pore reduziert ist (Foto: T. Machts 2017).

Die Mittelmeer-Muräne ist tagsüber kaum aktiv und versteckt sich in Spalten oder Höhlen. Ihre aktive Zeit beginnt mit der Dämmerung, wenn sie auf Jagd geht. Sie ist dann auch außerhalb ihres Versteckes, freischwimmend anzutreffen. Muraena helena ist relativ standorttreu, sie hat jedoch meist mehrere Unterschlüpfe in ihrem Territorium, in denen sie sich zurückziehen kann.
Hält sich die Muräne in ihrem Versteck auf, so schaut meist nur ihr weit aufgerissenes Maul heraus. Dies wird häufig als aggressive Abwehrhaltung der Muräne fehlinterpretiert. In Wirklichkeit muss das Maul so weit geöffnet sein, um eine ausreichende Atmung zu gewährleisten, da durch die verengten Kiemenöffnungen die Atmung erschwert ist. Generell zeigt die Mittelmeer-Muräne ein sehr ruhiges Verhalten. Nur wenn sie stark bedrängt wird, hungrig ist oder sogar vom Menschen harpuniert wird, kann sie ein aggressives Verhalten zeigen.

## Ernährung

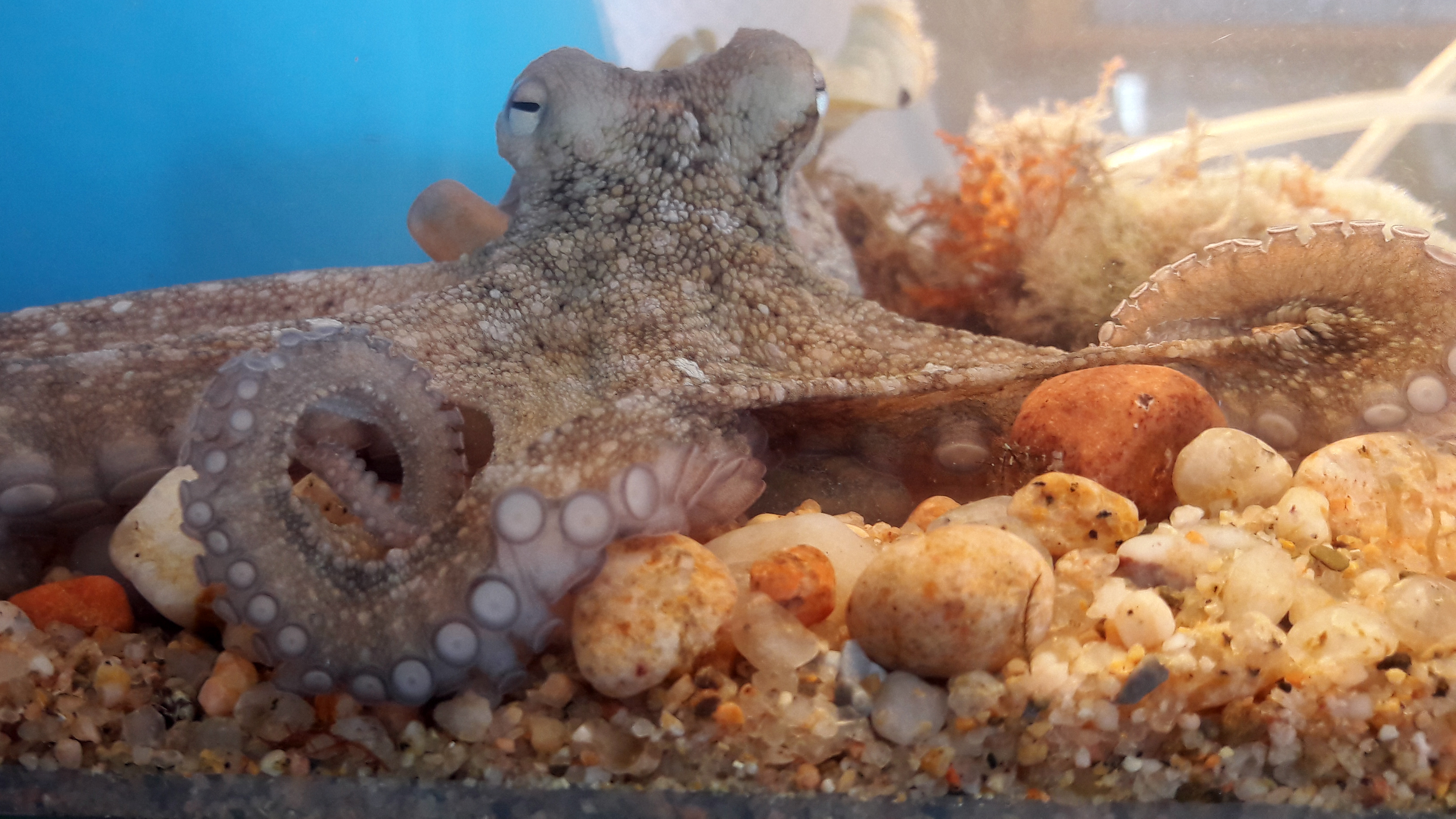
Octopus vulgaris (Klasse: Cephalopoda) aus Tamariu, Spanien. Cephalopoden stellen mögliche Beutetiere der Muraena helena dar.

Muraena helena gilt in den felsigen, benthischen Lebensgemeinschaften als einer der Top-Prädatoren. Sie ernährt sich karnivor, wobei ihre hauptsächliche Beute aus benthischen Fischen (Osteichytes), aber auch aus Cephalopoden und Krebstieren besteht, die sie entweder als Lauerjäger („sit and wait“) oder durch aktive Suche („foraging“) erbeutet. Muraena helena schafft es auch mühelos große Beutetiere zu vertilgen. Die Mittelmeer-Muräne jagt normalerweise nachts und zieht sich am Tage in ihre Verstecke zurück. Jedoch wurde sie auch schon bei der Jagd am Tage beobachtet. Bei der Jagd verlässt sie sich kaum auf ihren Sehsinn, welcher nicht besonders gut ausgeprägt ist, sondern nimmt ihre Beute hauptsächlich durch ihren gut entwickelten Geruchssinn wahr.
Um Beutetiere aus Spalten zu bekommen, bedienen sich Muränen einer bestimmten Taktik. Sie bilden mit ihrem Körper einen Knoten, den sie als Widerlager nutzen. Damit stützen sie sich ab, um ihren Kopf, mitsamt der Beute hindurch zu ziehen. So sind sie auch in der Lage Stücke aus großen Beutetieren zu reißen, wenn diese zu groß sind, um sie komplett verschlucken zu können.

## Fortpflanzung und Entwicklung
Muraena helena ist eine getrenntgeschlechtliche (gonochoristische) Art. Die Reproduktion der Mittelmeer-Muräne findet in der warmen Jahreszeit (Sommerzeit) statt. Die Weibchen legen 5 – 5,5 mm große Eier ab, aus denen eine Leptocephalus-Larve schlüpft (beschrieben von Grassi, 1913). Die Leptocephalus-Larve ist ein seitlich abgeflachtes, transparentes Larvenstadium, welches es nicht nur bei Muränen, sondern auch bei Aalen, beim Grätenfisch (Albula vulpes), bei Tarpunen (Gattung Megalops) und bei den Frauenfischen (Elopidae) gibt. Die Leptocephalus-Larve der Muräne ist jedoch einzigartig in ihrer Morphologie, denn bei Muränen zeigt schon das Larvenstadium reduzierte Brustflossen (Pectoralia), wohingegen bei anderen Aalen die Pectoralia erst im adulten Stadium reduziert sind. Das pelagische Larvenstadium von M. helena kann bis zu 2 Jahre andauern. Dabei verbleibt die Leptocephalus-Larve im Plankton. Die Larve kann außerdem mit minimaler metabolischer Verstoffwechselung zu einer beachtlichen Größe heranwachsen, was eine ungewöhnliche, aber durchaus erfolgreiche Entwicklungsstrategie darstellt.
Mit drei bis zehn Jahren und einer Größe von etwa 80 cm wird die Mittelmeer-Muräne geschlechtsreif, paart sich und wandert dann von der Küste weg in eine Tiefe von unter 600 m, um dort abzulaichen. Die sexuelle Reife der Tiere erkennt man an den Gonaden. Sind noch keine Gonaden enthalten, so sind die Tiere noch nicht geschlechtsreif. Reife weibliche Tiere erkennt man an den großen orangen Eiern. Reife männliche Tiere erkennt man hingegen an den großen, weißen Hoden.

## Feinde
Muraena helena gilt als einer der Top-Prädatoren und steht sehr weit oben in der Nahrungskette. Sie besitzt dadurch kaum natürliche Feinde. Dennoch können ihr größere Raubfische wie z. B. große Haiarten gefährlich werden. Außerdem stellt der Mensch eine nicht zu unterschätzende Bedrohung dar, da M. helena zuweilen als Speisefisch verwendet wird oder auch als Beifang endet.

## Bedeutung
Im antiken Rom war Muraena helena ein äußerst beliebter Speisefisch. Heutzutage hat sie jedoch einen eher geringen Stellenwert als Speisefisch. Sie wird manchmal gekocht, gebraten oder gebacken angeboten. Die Haut der Mittelmeer-Muräne kann zu Leder verarbeitet werden. Außerdem wird M. helena gerne in öffentlichen Aquarien gehalten und zur Schau gestellt.
Aufgrund der geringfügigen Verwendung der Mittelmeer-Muräne in Fischerei und zu Ausstellungszwecken ist diese keiner größeren Bedrohung ausgesetzt (Rote Liste). Laut IUCN (2017) wird Muraena helena als „Least Concern“ eingestuft, es werden also keine artspezifischen Erhaltungsmaßnahmen ergriffen. Dennoch gibt es einige Meeresschutzgebiete, in welchen auch M. helena vorkommt und somit vom Schutzgebiet profitiert.

## Mensch und Muräne
Der Biss einer Mittelmeer-Muräne ist entgegen weitläufiger Meinungen nicht giftig. Muraena helena besitzt keine Giftzähne oder Giftdrüsen in der Mundhöhle. Dennoch ist der Biss einer Muräne nicht ganz ungefährlich, da es durch Verunreinigung der Bisswunde durch z. B. Hautschleim oder Speichel der Muräne zu Sekundärinfektionen kommen kann. Vor allem im Speichel der Muränen sind Bakterien der Gattungen Pseudomonas und Vibrio anwesend. Um eine Bisswunde also ausreichend zu behandeln, kann neben einer lokalen Wundversorgung eine Gabe von entsprechenden Antibiotika, welche gegen Pseudomonas- und Vibrio-Arten gerichtet sind, durchaus von Vorteil sein. Das Fleisch von Muränen kann Gifte wie Organochlorpestizide enthalten. Diese organischen Schadstoffe können sich aufgrund ihrer lipophilen Eigenschaften und ihrer Resistenz gegen Zersetzung global verbreiten. Sie stehen im Verdacht endokrine und reproduktive Störungen sowie Krebs auszulösen. Sind die Organochlorpestizide einmal im Ökosystem der Weltmeere freigesetzt, so können sich in Organismen mit einem höheren trophischen Niveau, wie z. B. Muraena helena, hohe Konzentrationen des Giftes anhäufen. Das Blut der Muränen enthält, wie das Blut aller Aalartigen giftige Proteine. So muss das Fleisch, wenn es verzehrt werden soll, auf mindestens 75 °C erhitzt werden.
Im antiken Rom wurden Muränen als beliebte Speisefische in großen Stückzahlen in Aquarien gehalten. Mit ihrer Haltung werden viele Anekdoten verbunden, in welchen oft die Extravaganz der Besitzer dieser Tiere thematisiert wird. Höchstwahrscheinlich war Muraena helena die am häufigsten gehaltene Muränenart. Sie gilt als anpassungsfähigste Art der Felsenküste und die damaligen Beschreibungen einer aalförmigen Gestalt, ohne Flossen und Kiemen, passen am ehesten zu der Mittelmeer-Muräne, mit ihren vollständig reduzierten Brust- und Bauchflossen und den restlichen zum Flossensaum verwachsenen Flossen, sowie den verengten Kiemenspalten.